# Corrado Ardizzoni
Corrado Ardizzoni (Renazzo, 23 febbraio 1916 – Cento, 14 marzo 1980) è stato un ciclista su strada italiano. Attivo come indipendente e dilettante, vinse il Giro dell'Emilia 1938.

## Carriera
Ciclista particolarmente vincente fra i dilettanti, fece parte della nazionale italiana impegnata ai Giochi olimpici di Berlino, nel 1936, e ai Mondiali di Valkenburg nel 1938.
Dopo l'esperienza iridata, nell'ottobre del 1938 passò nel circuito degli indipendenti; in quel finale di stagione vinse il Giro dell'Emilia in volata a Bologna e concluse settimo al Giro del Veneto. Nel 1939 partecipò al Giro d'Italia, ma si ritirò, e poi al Giro della Provincia di Milano assieme ad Aimone Landi concludendo decimo. Fu nuovamente attivo al termine della Seconda guerra mondiale, fino al 1948, con alcune vittorie.

## Palmares
- 1936 (Dilettanti)

Targa d'Oro Città di Legnano
Campionati emiliani
- 1937 (Dilettanti)

Trofeo Tognoli
- 1938 (Dilettanti/Indipendenti)

Coppa Collecchio
Coppa Dopolavoro Ministero della Guerra
2ª tappa Gran Premio Recoaro (Modena)
Classifica generale Gran Premio Recoaro
Giro dell'Emilia
- 1946 (Indipendenti)

Trofeo Minardi
- 1947 (Indipendenti)

Giro del Medio Polesine - Ceregnano

## Piazzamenti

### Grandi Giri
- Giro d'Italia

1939: ritirato (alla ? tappa)

### Competizioni mondiali
- Campionati del mondo

Valkenburg 1938 - In linea Dilettanti: ritirato
- Giochi olimpici

Berlino 1936 - In linea: 16º